# Beniamino Gigli

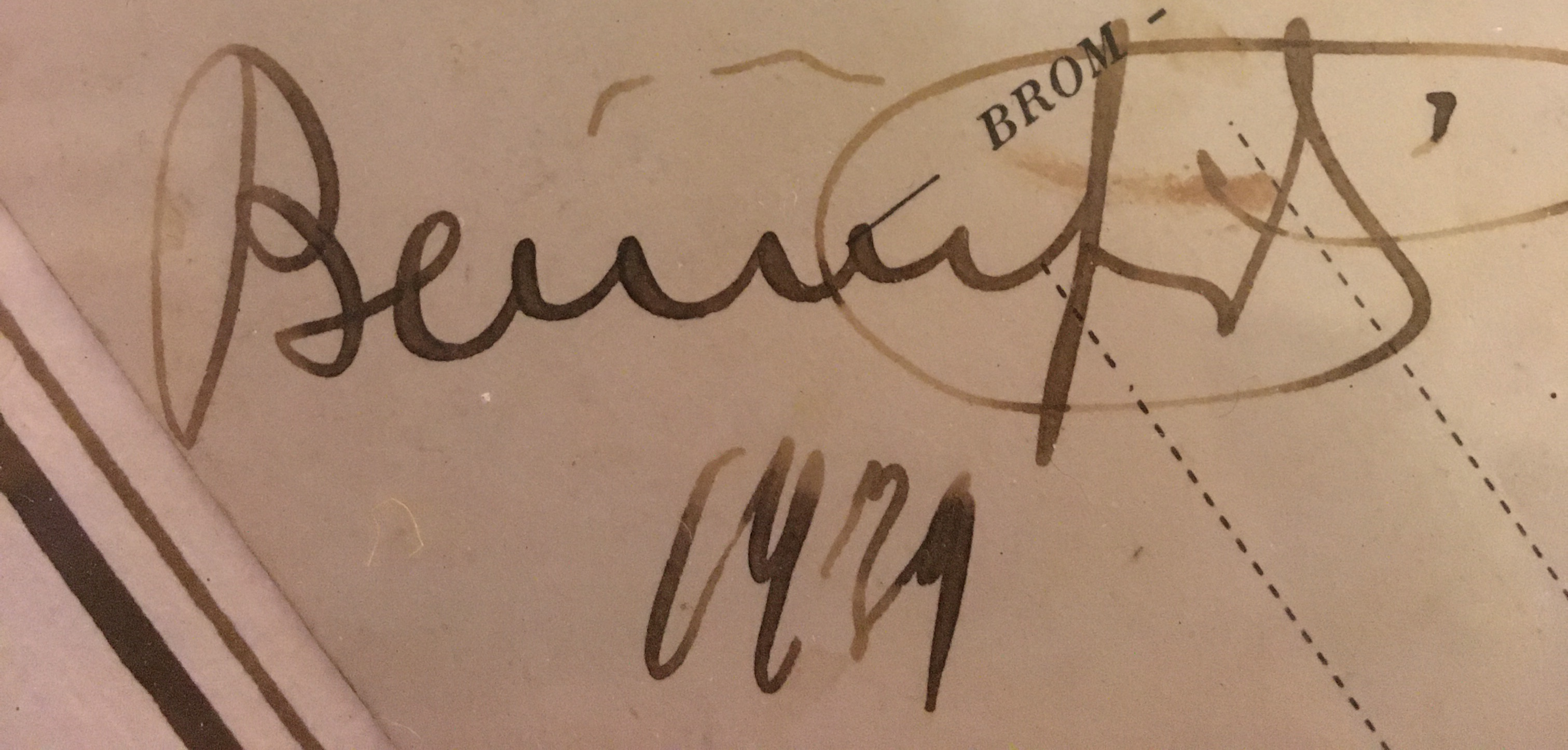
Autografo di Beniamino Gigli, 1929

Beniamino Gigli (Recanati, 20 marzo 1890 – Roma, 30 novembre 1957) è stato un tenore e attore italiano, uno dei più celebri cantanti d'opera del XX secolo.

## Biografia

### Gli inizi
Ultimo di sei figli di Domenico, calzolaio e campanaro del duomo, ed Ester Magnaterra, mostrò sin da piccolissimo grandi attitudini per il canto, venendo accolto a sette anni nel Coro Pueri Cantores della cattedrale di Recanati. La povertà della famiglia lo costrinse a duri sacrifici, ma, tra un'occupazione e l'altra, riuscì a prendere lezioni di canto dal maestro Quirino Lazzarini, organista e direttore del coro della Santa Casa di Loreto.
A quindici anni, mostrando voce di contralto, fu scelto a Macerata come protagonista, in vesti femminili, dell'operetta La fuga di Angelica di Alessandro Billi, alla quale seguirono altre buone prove del genere, che convinsero la famiglia a favorirne il trasferimento a Roma nell'autunno del 1907.
Dopo una breve parentesi di alcuni mesi di servizio militare in occasione della guerra di Libia del 1912, vinse una borsa di studio e si poté iscrivere finalmente al Conservatorio Santa Cecilia, studiando sotto la guida di Enrico Rosati.

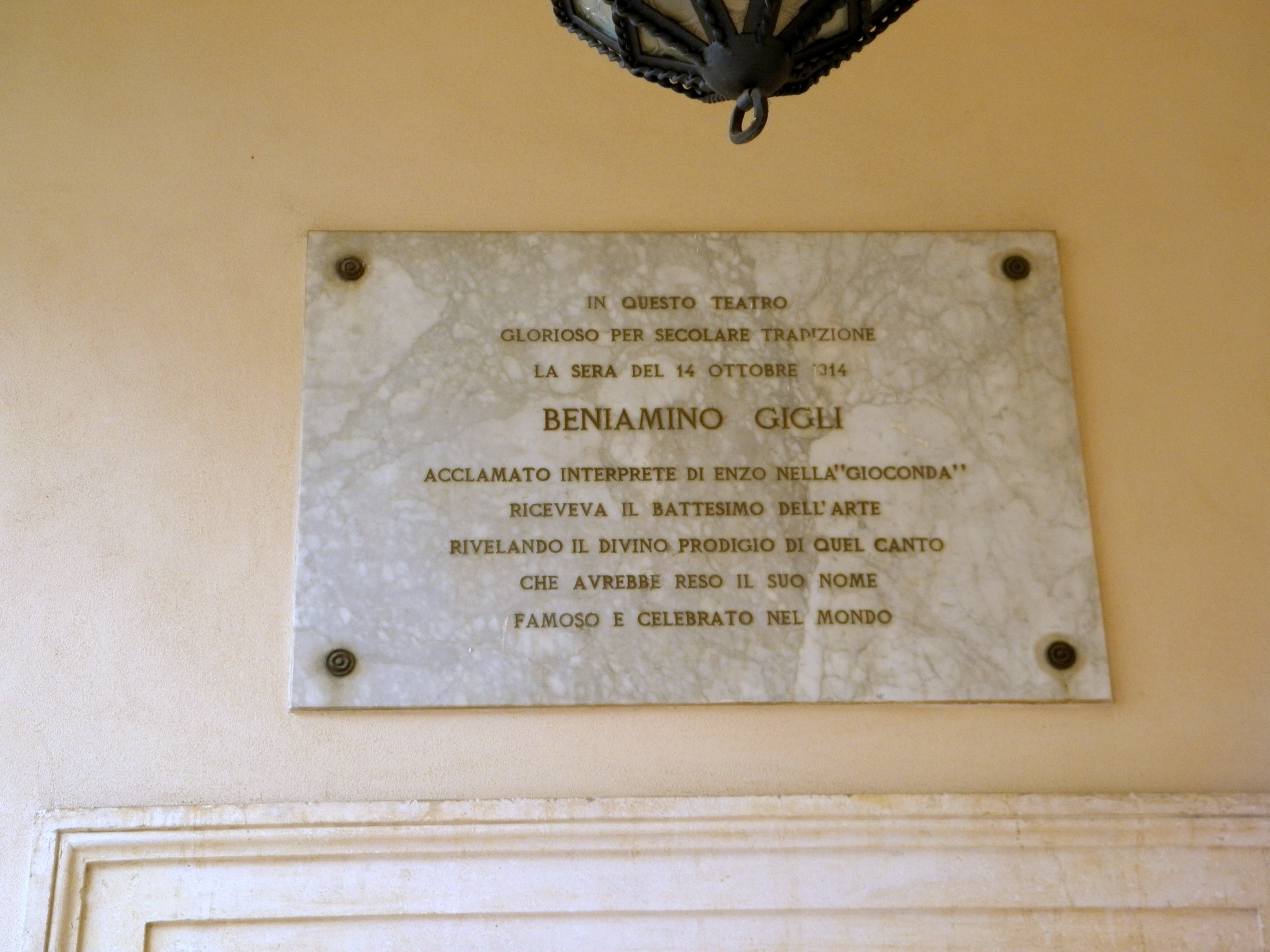
Lapide commemorativa dell'esordio professionale di Beniamino Gigli nella Gioconda di Amilcare Ponchielli al Teatro Sociale di Rovigo.

Benché agli allievi fosse vietato esibirsi ufficialmente, apparve con lo pseudonimo di Mino Rosa in numerosi salotti romani, riuscendo a guadagnare la rispettabile somma di trecento lire. Il 24 aprile 1914 cantò con il proprio nome alla sala dell'Accademia di Santa Cecilia nella fiaba musicale La principessa dai capelli d'oro di Alessandro Bustini ed il 10 giugno seguente fu ammesso al saggio finale del conservatorio.
Il debutto teatrale, dopo aver vinto un altro concorso di canto a Parma, avvenne al Teatro Sociale di Rovigo la sera del 14 ottobre dello stesso anno come Enzo ne La Gioconda.

### La carriera
Seguirono presenze in alcuni dei maggiori teatri italiani (Palermo, Napoli, Genova, Catania, Costanzi di Roma), in opere come Manon, Tosca, Mefistofele, La favorita.
Nel 1917 iniziarono le scritture all'estero (Madrid, Barcellona, Montecarlo, Rio, Buenos Aires) e, dopo aver esordito a Milano al Teatro Lirico nella primavera del 1918 con Lodoletta, il 19 novembre dello stesso anno esordì al Teatro alla Scala in Mefistofele, sotto la direzione di Arturo Toscanini.
Il 26 novembre 1920 fece l'ingresso al Metropolitan di New York, di nuovo con Mefistofele; fu un successo e il direttore del teatro gli prolungò la scrittura, prima per altri due mesi poi per quattro anni. Il successo fu favorito sia dall'apprezzamento importante della comunità italiana che dalla dichiarazione perentoria di Enrico Caruso, che vide in lui il proprio successore. Il 2 agosto 1921 Caruso scomparve e la stagione del Metropolitan, da lui inaugurata per diciotto anni, lo fu quell'anno da Gigli con La traviata. Fu regolarmente presente al "Met" per oltre un decennio e il successo si estese a molte altre città (San Francisco, Filadelfia, Chicago). Nello stesso periodo fece tournée in Europa (fra cui l'importante debutto il 27 maggio 1930 al Covent Garden di Londra in Andrea Chenier) e Sudamerica.
Nel 1932, dopo dodici anni consecutivi e circa cinquecento recite, la collaborazione con il Metropolitan si interruppe in seguito alla riduzione dei compensi dovuta alla grande crisi economica americana e Gigli tornò in Italia, facendo del Teatro dell'Opera di Roma la sede principale della sua attività (farà ritorno al "Met" solo nel 1939 per cinque rappresentazioni, fra le quali Aida). Fu presente inoltre, fino allo scoppio della guerra, nelle altre principali città europee (di particolare rilevanza l'esordio in Aida a Vienna con la direzione di Victor de Sabata nel 1936) e ancora in Sudamerica.
In seguito, con l'avvento del sonoro, approdò anche al cinema, girando una serie continuativa di sedici film dal 1935 ai primi anni cinquanta, malgrado gli evidenti limiti di una fotogenia non proprio ideale e di una recitazione alquanto convenzionale.
Dopo la liberazione si ritirò temporaneamente dalle scene, ritornandovi nel 1946, ancora in grado d'entusiasmare il pubblico nonostante l'età non più verde. Fu poi costretto per motivi di salute (era affetto da diabete) a interrompere dapprima le produzioni teatrali e poi i concerti, l'ultimo dei quali, a livello ufficiale, fu alla Carnegie Hall di New York il 20 aprile 1955. Nelle ultime tournée si esibì a volte con la figlia Rina, soprano. Venne di frequente paragonato a Enrico Caruso, e alla definizione talvolta datagli di "Caruso Secondo" soleva rispondere di preferire quella di "Gigli Primo".
Fu accompagnato nella carriera, fin dagli esordi, dal suo agente e segretario particolare Amedeo Grossi, che con la moglie Barbara Gazzera Berardengo curò anche un monumentale archivio, oggi custodito presso il Museo Gigli di Recanati.

### Vita privata e morte
Il 4 ottobre 1915 sposò Costanza Cerroni nella chiesa romana della Madonna dei Monti. Dal matrimonio nacquero i due figli Rina nel 1916, futuro soprano di valore, ed Enzo nel 1919.
Nel 1932 incontrò Lucia Vigarani, con la quale ebbe una relazione segreta dalla quale nacquero tre figli: Giovanni nel 1940, Gloria nel 1942 e Maria Pia nel 1944.
Incoraggiato dall'amico Adriano Belli, nei primi mesi del dopoguerra Gigli si recò presso Padre Pio da Pietrelcina per un consiglio di ordine morale. Il frate inizialmente gli ingiunse di troncare drasticamente ogni relazione extraconiugale, poi raccomandò che la carità si esercitasse anche con i figli naturali, che in effetti ebbero la loro parte di eredità.
Morì all'età di sessantasette anni nella sua abitazione di via Serchio a Roma, stroncato da un arresto cardiaco in seguito a una polmonite. I funerali si svolsero nella capitale nella chiesa di Santa Maria Addolorata in piazza Buenos Aires (nota come piazza Quadrata); è sepolto nella tomba di famiglia a Recanati.

## Note vocali e artistiche

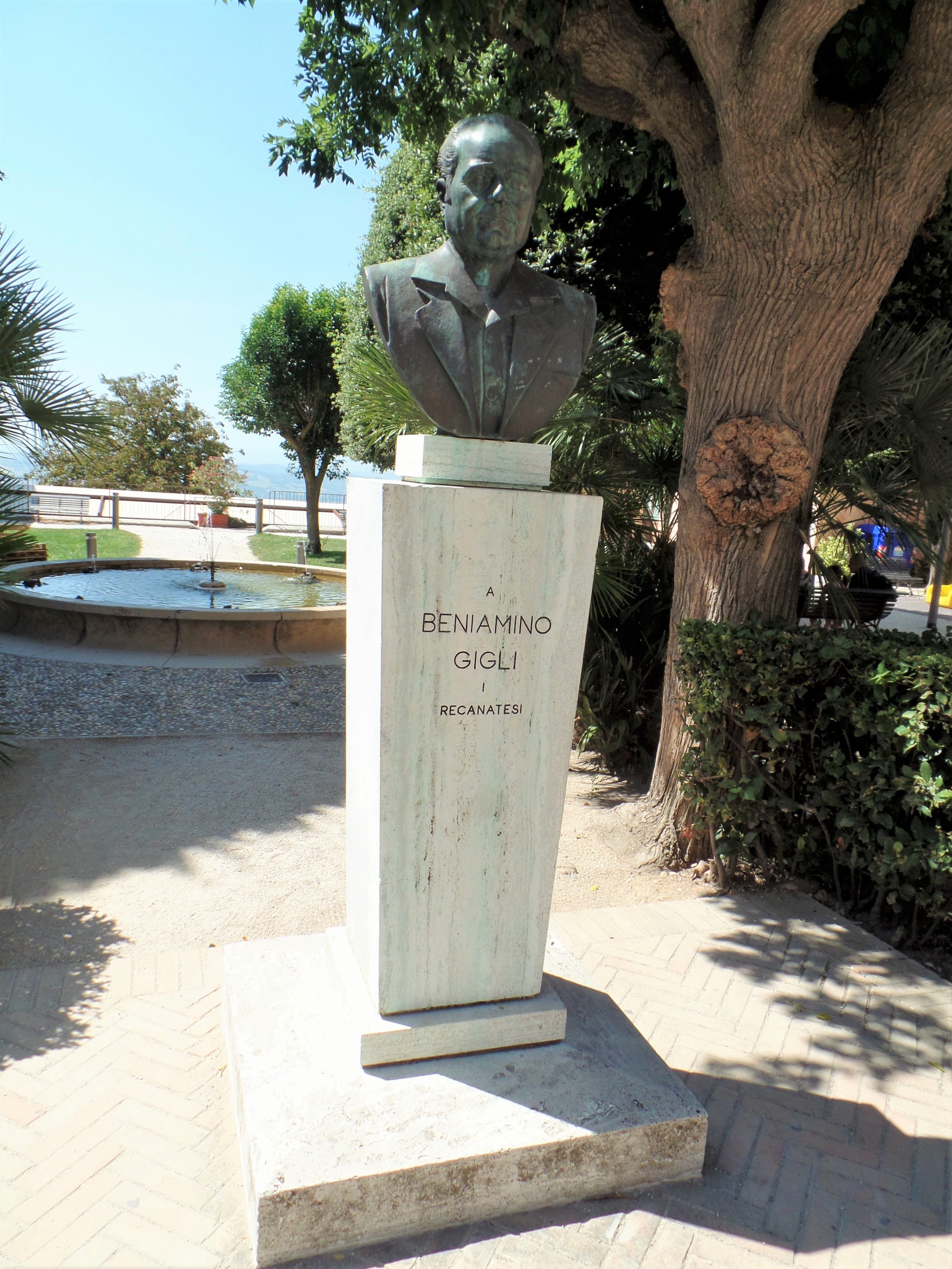
Busto di Beniamino Gigli a Recanati